# Sérignac-sur-Garonne

Sérignac-sur-Garonne este o comună în departamentul Lot-et-Garonne din sud-vestul Franței. În 2009 avea o populație de 1.110 de locuitori.

## Evoluția populației
| An        | 1975 | 1982 | 1990 | 1999 | 2006  | 2009  |
| --------- | ---- | ---- | ---- | ---- | ----- | ----- |
| Populație | 752  | 768  | 822  | 868  | 1.047 | 1.110 |